# 軍学
軍学（ぐんがく）とは、用兵・戦術など、兵法に関する学問のことである。その研究者を軍学者と呼ぶ。

## 歴史

### 西洋
西洋の軍事に関する学問は古代ギリシャ、ローマ以来のものとされ、マキャヴェッリなどの理論に発展した。

### 中国
中国には軍事に関する古典として『孫子』、『呉子』、『六韜』等がある。『孫子』や『呉子』など七部の兵書は「七書」と呼ばれた。

### 日本
日本では『日本書紀』天智天皇十年（671年）正月条に4人の渡来人の兵法学者の記述がある。
室町時代末期には『平家物語』や『義経記』、『太平記』などが武士たちに愛読され義経流や楠流の軍学が興った。

#### 五大流派
江戸時代には武田信玄や上杉謙信などの戦いの様子を回顧する形で、武田流（甲州流軍学）、北条流、謙信流（越後流）など五大流派が生まれた。
- 甲州流兵法学 - 祖は小幡景憲[3]。傍系に杉山流（杉山盛政）、小早川流（小早川能久）、北条流、山鹿流などがある[3]。
- 北条流兵法学 - 祖は北条氏長[3]。小幡景憲の軍学を継承しつつオランダ流西洋兵法も導入しようした[3]。
- 山鹿流兵法学 - 祖は山鹿素行[3]。甲州流の傍系とされるが[3]、内容は甲州流と北条流を基盤にして創始された[2]。学閥があり平戸（松浦）山鹿家、弘前津軽山鹿家、赤穂浅野家、水戸徳川家に分かれる[3]。
- 越後流兵法学 - 宇佐美流、神徳流、要門流など[3]。沢崎景実（朝倉景実）を中興の祖とする[3]。
- 長沼流兵法学 - 祖は長沼宗敬[3]。幼年から甲州流を中心に学んだ長沼宗敬が創始した流派で中国の兵書を重用する[3]。

日本の江戸時代における軍学は、戦が無くなった平和な時代において、軍事的な知識を絶やさず継承するという目的を持つ学問であり、実戦にフィードバックされる機会はほとんど無かった。近世軍学においては天文学も重視されていた。

#### 諸派における代表書
- 『甲陽軍鑑』（元和7年・1621年には原形成立[6]） - 甲州流
- 『士鑑用法』（自序、正保3年・1646年） - 北条流[7]
- 『城塞繹史』 - 山鹿流[8]
- 『宇佐美伝記』（承応元年・1652年成立） - 宇佐美流[9]
- 『兵要録』 - 長沼流

## 軍事学との関係
近代に入ってからは軍事についての専門的な学問は「軍事学」と体系付けられたが、現代において「軍学者」を自称する兵頭二十八は、軍事（に限らずあらゆる分野）の問題について、解決のための論理を正しくあらしめるためには、軍事的（ないし当該分野の）専門知識だけでは全く不充分で、世界や社会・人間についての有り様を総体的にとらえた上で思考せねば単純で身近な軍事的問題の解も求め得ないとの立場から、スペシャリストとして軍事の評論をする「軍事評論」や軍事の研究をする「軍事学」を専門とせず、ゼネラリストの学問としての「軍学」の確立に尽力している。
兵頭は、日本には太古の昔から「他人を理屈でもって公然と批判する」文化は存在せず、フランスにおいて社会的地位を確立した「評論家」という存在は、日本ではおしなべてその紹介者である小林秀雄の系譜・ないし亜流に属すると唱え、それとは全く異なる日本独自の評論活動の系譜として山鹿素行、由井正雪らを挙げ、それらと基本構造を同じくするものとしての「兵頭流軍学」を体系化している。